# Dougie Lampkin
Dougie Lampkin (Sildsen, 23 marzo 1976) è un pilota motociclistico britannico.

## Carriera
Pluricampione mondiale di trial (7 outdoor e 5 indoor) e figlio di Martin Lampkin, primo campione del mondo, sempre della specialità motociclistica del trial, su Bultaco nel 1975.
Nel 2009 ha partecipato al campionato del mondo con la Beta Motor.

## Altri risultati
- 1991: 1º classificato nella classe "B schoolboy" britannica
- 1992: 1º classificato nella classe "A schoolboy" britannica
- 1993: 1º classificato nel campionato europeo
- 1994: 6º classificato nel campionato del mondo
- 1994: 1º classificato nella classe "adulti" britannica
- 1994: 1º classificato nella "sei giorni scozzese di Trial"
- 1995: 4º classificato nel campionato del mondo
- 1995: 2º classificato nella classe "adulti" britannica
- 1996: 2º classificato nel campionato del mondo
- 1996: 1º classificato nella classe "adulti" britannica
- 1996: 1º classificato nella "sei giorni scozzese di trial"
- 1997: 1º classificato nel campionato del mondo a squadre
- 1997: 1º classificato nella classe "adulti" britannica
- 1998: 1º classificato nella classe "adulti" britannica
- 1999: 1º classificato nella classe "adulti" britannica
- 2000: 1º classificato nella classe "adulti" britannica
- 2001: 1º classificato nella classe "adulti" spagnola
- 2002: 2º classificato nel campionato del mondo Trial Indoor
- 2002: 1º classificato nella classe "adulti" britannica
- 2003: 2º classificato nel campionato del mondo Trial Indoor
- 2003: 1º classificato nella classe "adulti" spagnola
- 2004: 2º classificato nel campionato del mondo Trial Outdoor
- 2004: 3º classificato nel campionato del mondo Trial Indoor
- 2005: 3º classificato nel campionato del mondo Trial Outdoor
- 2005: 4º classificato nel campionato del mondo Trial Indoor
- 2006: 4º classificato nel campionato del mondo Trial Outdoor
- 2006| 6º classificato nel campionato del mondo Trial Indoor
- 2007: 5º classificato nel campionato del mondo Trial Outdoor
- 2007: 5º classificato nel campionato del mondo Trial Indoor
- 2008: 6º classificato nel campionato del mondo Trial Outdoor
- 2008: 6º classificato nel campionato del mondo Trial Indoor
- 2009: 6º classificato nel campionato del mondo Trial Outdoor
- 2010: 7º classificato nel campionato del mondo Trial Outdoor